# Macaca hecki
Macaco-de-heck (Macaca hecki) é um Macaco do Velho Mundo das ilhas Celebes, Indonésia. É um animal diurno.